# جمحة (إربد)
جمحه منطقة سكنية تقع في لواء قصبة إربد، محافظة إربد في الأردن. تنتمي المنطقة لقضاء إربد الذي يضم 25 منطقة. يقدر عدد سكانها بـ 3450 نسمة حسب إحصاء 2015.

## الوصلات الخارجية
- دائرة الاحصاءات العامة